# Меринов, Александр Васильевич
Александр Васильевич Меринов (1919—2006) — советский, российский врач-хирург. Народный врач СССР (1982).

## Биография
Родился 23 февраля 1919 года в Вятской губернии (ныне Кировская область).
Окончил Казанский медицинский институт по специальности «врач-хирург» и в начале войны получил распределение в Березники.
В военные годы был начальником отделения эвакогоспиталя № 3143. Специализировался на лечении больных с заболеваниями опорно-двигательного аппарата. Заведовал травматологическим и ортопедическим отделениями. Трижды был награждён почётными грамотами за лечение раненых бойцов и офицеров Красной Армии.
В начале 50-х годов занял должность главного врача второй Березниковской городской больницы. С 1956 по 1986 годы возглавлял первое в Пермской области ортопедическое отделение. Сделал своими руками более двадцати тысяч операций.
Как профессионал, хорошо понимал важность научной деятельности: им написано немало научных статей по проблемам ортопедии и травматологии. Был почётным членом Пермского научного общества хирургов, почётным членом Международного общества экологии и безопасности жизнедеятельности.
Умер в 2006 году.

## Награды и звания
- Заслуженный врач РСФСР (1977)
- Народный врач СССР (1982)
- Орден Ленина
- Медали
- Почётный гражданин города Березники (1985).

## Память
- В Березниках, на доме, где жил А. Меринов, открыта мемориальная доска[2]